# Footjob

Footjob (trabalho de pés)

Footjob, comumente abreviado em suas iniciais FJ, é a palavra em inglês para uma prática sexual não-penetrativa que envolve a fricção dos pés no parceiro sexual, a fim de induzir a excitação, a estimulação sexual ou orgasmo. É considerado uma parte do fetiche pelo pé (podolatria). Footjobs são frequentemente realizados mais em homens, com uma parceira usando seus pés e/ou dedos dos pés para acariciar ou esfregar a área genital do parceiro do sexo masculino. Footjob também pode se referir à prática de usar os pés e/ou os dedos dos pés para acariciar os seios de uma parceira ou a área vaginal.
A definição mais comum da prática do footjob consiste com a mulher utilizando seus pés (normalmente descalços) para acariciar, acolher, deslizar, escorregar, esfregar e até pisotear os órgãos genitais do homem - em maior parte pênis, saco escrotal e pélvis - com movimentos múltiplos e repetidos, geralmente culminando com uma ejaculação decorrente do atrito contra os pés da mulher. Não muito comum mas também possível, existe o chamado "footjob inverso", em que o(a) parceiro(a) que aplica a manobra o faz virado de costas para o(a) outro(a). São relativamente comuns (embora não tanto) onde pés masculinos acariciam e estimulam os órgãos genitais femininos - o mais comum é o de penetrar e manipular a vagina e o ponto G com o dedão do pé, bem como outras zonas erógenas femininas, como os seios -, propiciando o orgasmo da mulher. Também não tão incomuns são footjobs realizados entre casais gays e lésbicas, onde os parceiros utilizam seus pés não só para estímulo genital como também para excitar prazer por meio da ativação das zonas erógenas.
Em países lusófonos, principalmente Brasil e Portugal, o footjob é conhecido informalmente pelo apelido popular "pénheta", que consiste na junção das palavras "pé" + "punheta" (termo vulgar para a masturbação masculina).[carece de fontes?]

## Exemplos na cultura popular
- Em um episódio da série de TV estadunidense Desperate Housewives, Gabrielle Solis (Eva Longoria) flerta com John Rowland (Jesse Metcalfe) via footjob por sob uma mesa de restaurante[4].
- O filme britânico 9 Songs apresenta um footjob rápido em uma cena de sexo na banheira entre os amantes Matthew (Kieran O'Brien) e Lisa (Margo Stilley).
- No filme estilo noir francês La Bête, Romilde de l'Esperance é perseguida por uma criatura semelhante a um lobisomem, que sente satisfação sexual ao receber de Romilde um footjob (dentre outros estímulos) enquanto ela encontra-se pendurada no galho de uma árvore.
- No filme estadunidense The War of the Roses, o personagem Gavin D'Amato (Danny DeVito) recebe um footjob, por debaixo da mesa, de uma mulher a quem ele convida para jantar em um restaurante.